# Atletismo nos Jogos Olímpicos de Verão de 1896 - 100 m masculino
A competição dos 100 metros masculino foi a primeira dos Jogos Olímpicos de Verão de 1896. Aconteceu nos dias 6 e 10 de abril no Estádio Panathinaiko. 21 atletas se inscreveram, mas seis desistiram antes da prova. 15 atletas de oito países competiram.

## Medalhistas
| Ouro   | USA Tom Burke                        |
| Prata  | GER Fritz Hoffmann                   |
| Bronze | HUN Alajos Szokolyi USA Francis Lane |

## Resultados

### Eliminatórias
Eliminatória 1
| Pos. | Atleta              | Tempo        | Nota |
| ---- | ------------------- | ------------ | ---- |
| 1    | USA Francis Lane    | 12.2 s       | Q    |
| 2    | HUN Alajos Szokolyi | 12.6 s       | Q    |
| 3    | GBR Charles Gmelin  | Desconhecido |      |
| 4    | FRA Alphonse Grisel | Desconhecido |      |
| 5    | GER Kurt Dörry      | Desconhecido |      |

Eliminatória 2
| Pos. | Atleta                        | Tempo        | Nota |
| ---- | ----------------------------- | ------------ | ---- |
| 1    | USA Thomas Curtis             | 12.2 s       | Q    |
| 2    | GRE Alexandros Khalkokondilis | 12.8 s       | Q    |
| 3    | GBR Launceston Elliot         | Desconhecido |      |
| 4    | DEN Eugen Schmidt             | Desconhecido |      |
| 5    | GBR George Marshall           | Desconhecido |      |

Eliminatória 3
| Pos. | Atleta                  | Tempo        | Nota |
| ---- | ----------------------- | ------------ | ---- |
| 1    | USA Tom Burke           | 11.8 s       | Q    |
| 2    | GER Fritz Hoffmann      | 12.6 s       | Q    |
| 3    | GER Friedrich Traun     | Desconhecido |      |
| 4-5  | GRE Georgios Gennimatas | Desconhecido |      |
| 4-5  | SWE Henrik Sjöberg      | Desconhecido |      |

### Final
| Pos.                | Atleta                        | Tempo  |
| ------------------- | ----------------------------- | ------ |
|                     | USA Tom Burke                 | 12.0 s |
|                     | GER Fritz Hoffmann            | 12.2 s |
|                     | USA Francis Lane              | 12.6 s |
| HUN Alajos Szokolyi | 12.6 s                        |        |
| 5                   | GRE Alexandros Khalkokondilis | 12.6 s |
| –                   | USA Thomas Curtis             | DNS    |